# Obavještajna agencija
Obavještajna agencija (OA) je donošenjem novog Zakona o sigurnosnim službama u travnju 2002. godine preuzela imovinu, djelatnike, najveći broj ovlasti i tekućih poslova dotadašnjeg UNS-a, odnosno Hrvatske izvještajne službe (HIS).

## Djelatnost
Prema spomenutom Zakonu, OA je djelovanjem u inozemstvu analizirala, obrađivala i ocjenjivala podatke političke, gospodarske, sigurnosne i vojne prirode koji se odnose na strane države, međunarodne vladine i nevladine organizacije, političke, vojne i gospodarske saveze, skupine i osobe, osobito one koji upućuju na namjere, mogućnosti, prikrivene planove i tajna djelovanja koja su usmjerena na ugrožavanje nacionalne sigurnosti.
Također je suradnjom s odgovarajućim službama Ministarstva vanjskih poslova skrbila o protuobavještajnoj sigurnosti državljana i institucija RH u inozemstvu.
OA je surađivala sa stranim sigurnosnim i drugim odgovarajućim službama razmjenom podataka i informacija, a provođenjem poslova iz svog djelokruga koordinirala suradnju ostalih sigurnosnih službi RH sa stranim partnerskim službama.

## Ravnatelji OA-e od 2002. do 2006. godine
- Damir Lončarić
- Veselko Grubišić

## Vanjske poveznice
- Službene stranice Sigurnosno-obavještajne agencije